# 김윤희 (체조 선수)
김윤희(金潤喜, 1991년 7월 10일~)는 대한민국의 은퇴한 리듬 체조 선수이다. 2014년 아시안 게임 리듬 체조 단체전에서 은메달을 획득했으며, 2014년 전국체전을 마지막으로 은퇴했다. 2015년 하계 유니버시아드부터 KBS 리듬체조 해설위원으로 활동중이다. 그로부터 1년 후, 2016년 5월 14일 2012년 하계 올림픽 펜싱 남자 사브르 단체 금메달리스트인 오은석과 결혼식을 올렸다.

## 경력
- 2007년
  - 제88회 전국체육대회 리듬체조 고등부 3위

- 2008년
  - 제89회 전국체육대회 리듬체조 고등부 2위

- 2009년
  - 제90회 전국체육대회 리듬체조 고등부 금메달
  - 제22회 회장배 전국 리듬체조대회 개인종합 1위

- 2010년
  - 제91회 전국체육대회 리듬체조 대학부 은메달
- 2011년
  - 제24회 회장배 전국리듬체조대회 대학부 우승
  - 제92회 전국체육대회 리듬체조 일반부 금메달

- 2013년
  - 제94회 전국체육대회 리듬체조 일반부 은메달

- 2014년
  - 2014년 인천 아시안 게임 팀 은메달
- 2015년
  - 2015년 하계 유니버시아드 KBS 해설위원
- 2016년
  - 2016년 하계 올림픽 KBS 해설위원

## 학력
- 김포초등학교
- 김포여자중학교
- 사우고등학교
- 세종대학교 체육학과

## 같이 보기
- 신수지
- 손연재
- 이경화
- 이다애
- 천송이
- 이나경
- 오은석

## 방송 출연
- 2015년 SBS 《오! 마이 베이비》 - 김지율의 리듬체조 코치 선생님